# روزنامه‌نگاران جوان برای محیط زیست
روزنامه‌نگاران جوان برای محیط زیست (عربی: صحفيون شباب من أجل البيئة) (YRE) یکی از برنامه‌های مؤسسه بین‌المللی برای تعلیم و آموزش‌های محیط زیست (FEE) می‌باشد. این شبکه بین‌المللی جوانان بیش از ۲۵ دولت را در برمی‌گیرد، آنها راه‌حلهای مشکلات محیط زیست را که امروزه با آنها مواجه هستیم از طریق بررسی و پژوهش ژورنالیستی ارائه می‌کنند.

## مسابقه بین‌المللی
در زمینه ملی شرکت‌کنندگان در این برنامه مختار هستند که تحقیقات خود را به محیط ملی خود و کشور خود برای رسیدن به معلومات و راه‌حل‌های مناسب برای مردم فقیر اختصاص بدهند. این دانشجویان تحقیقات روزنامه‌نگاری خود را به شکل مقاله یا یک ستون مقاله‌ای یا یک مصور و فیلم ویدئویی عرضه می‌کنند. هر ساله یک مسابقه بین‌المللی برای روزنامه‌نگاران جوان برای محیط زیست برگزار می‌شود.

## صندوق بین‌المللی برای جنگل‌ها
یکی از سازمان‌هایی که از پیشرفت و رشد حمایت کرده‌است و می‌کند صندوق بین‌المللی برای جنگلها می‌باشد، مؤسسه بین‌المللی برای آموزش محیط زیست صندوق بین‌المللی برای جنگل‌ها را برای جلوگیری از انتشار بی‌رویه دی‌اکسید کربن و جلوگیری از آن را تأسیس نمود. این صندوق از یک بهره ۹۰ درصدی از درآمد مستقیم خودش در کشت درختان و تلاش‌های دیگر با هدف تغییر یا جلوگیری از انتشار دی‌اکسید کربن و فعالیت‌های آموزشی برای بهتر کردن محیط زیست، بهره گرفت.